# WOMAD
WOMAD (англ. World of Music, Arts and Dance) — международный фестиваль мировой музыки, искусств и танца.

## История возникновения фестиваля
Фестивалю положил начало концерт, состоявшийся в Англии в 1980 году с участием Питера Гэбриела, Томаса Брумана и Боба Хутона. За два года к ним присоединились несколько именитых музыкантов, и в 1982 году в английском местечке Санбури прошёл первый фестиваль. В составе исполнителей были Питер Гэбриел, джазмен Дон Черри, африканские барабанщики и танцоры «Бурунди», рок-группа «Echo & The Bunnymen», ситарист Имрат Хан, музыкант Африки Принц Нико Мбарга, исполнители эпического рока «Simple Minds», этногруппы «Suns of Arqa» и «Nii Arday Allotey and Ekome» и другие. В 2012 году фестиваль отметил своё тридцатилетие.
Обычно WOMAD — это колоссальный open air, который длится от двух до четырёх дней.
На двух больших сценах непрерывно идут концерты. Одни артисты сменяют других, представляя музыкальное искусство со всего мира.
В 2001 году фестиваль WOMAD был занесен в книгу рекордов Гиннесса как крупнейший международный музыкальный фестиваль.
Размер аудитории фестиваля колеблется от нескольких сотен человек на небольших площадках, таких, как шекспировский театр «Глобус» в Лондоне, до рекордных 100 000 человек в Абу-Даби и 98 000 в Сан-Франциско. Последние собрали самые массовые аудитории по платным билетам в мире в 1993 году.
За тридцать лет WOMAD провел более 160 фестивалей более чем в 27 странах по всему миру. Среди них: Объединенные Арабские Эмираты, Австралия, Австрия, Канада, Дания, Эстония, Финляндия, Франция, Германия, Греция, Ирландия, Италия, Япония, Новая Зеландия, Португалия, Сингапур, Южная Африка, Испания, Турция, Великобритания и Соединенные Штаты Америки. С 2012 года фестиваль проводится в России. Местом его проведения в 2012 году планировался город Кисловодск, но первый фестиваль прошёл в 2013 году Пятигорске. Фестиваль в России проходит под названием «МИР России», что расшифровывается, как «Музыка и ремесла России».
За все время существования фестиваля на нём было представлено более 1000 артистов из более чем 100 различных стран мира, а аудитория превысила один миллион человек.
Фестиваль открыл миру новые имена перспективных музыкантов, ставших впоследствии знаменитыми. Это Neneh Cherry, Youssou N’Dour, Afro Celt Sound System, Дом Мартинс, Нусрат Фатех Али Хан, Asian Dub Foundation.

## В России
Первый в России WOMAD состоялся 21—22 сентября 2013 г. в Пятигорске (Ставропольский край), на Комсомольской поляне (гора Машук).
В первый день фестиваля выступили: ансамбль песни и танца «Даймохк» (Чечня), детский хореографический коллектив «Ридада» (Карачаево-Черкесия), фолк-рок-группа «Отава Ё», группа El Tanbura (Египет), ансамбль народного танца «Ингушетия», фолк-рок-группа «Троица» (Беларусь), фольклорный ансамбль «Кабардинка», фолк-группа Ayarkhaan (Якутия), Шон Кути и группа Egypt 80 (Нигерия), рок-группа Muyayo Rif (Испания), певица Dona Rosa (Португалия), рок-группа Ska Cubano (Великобритания), Инна Желанная, Дживан Гаспарян, Пелагея.
Во второй день фестиваля выступили: «Некрасовские казаки», ансамбли «Иристон» и «Iron Band», группа Yarga Sound System (Карелия), Zulya (Австралия), певец Асиф Али Хан (Пакистан), группа La Chiva Gantiva (Бельгия/Колумбия), певица Доби Гнаор (Кот-д'Ивуар/Франция), Роберт Юлдашев и группа «Курайсы» (Башкортостан), Сергей Старостин и группа «Жили-были», ансамбль танца «Лезгинка» (Дагестан), певица Намгар (Бурятия), группа Oyme (Мордовия), певица Мари Бойне (Норвегия), Нино Катамадзе и Insight (Грузия), рок-группа «Вопли Видоплясова» (Украина) и группа Shantel and Bucovina Club Orkestar (Австрия).